# Fontana della Pietra del Pesce

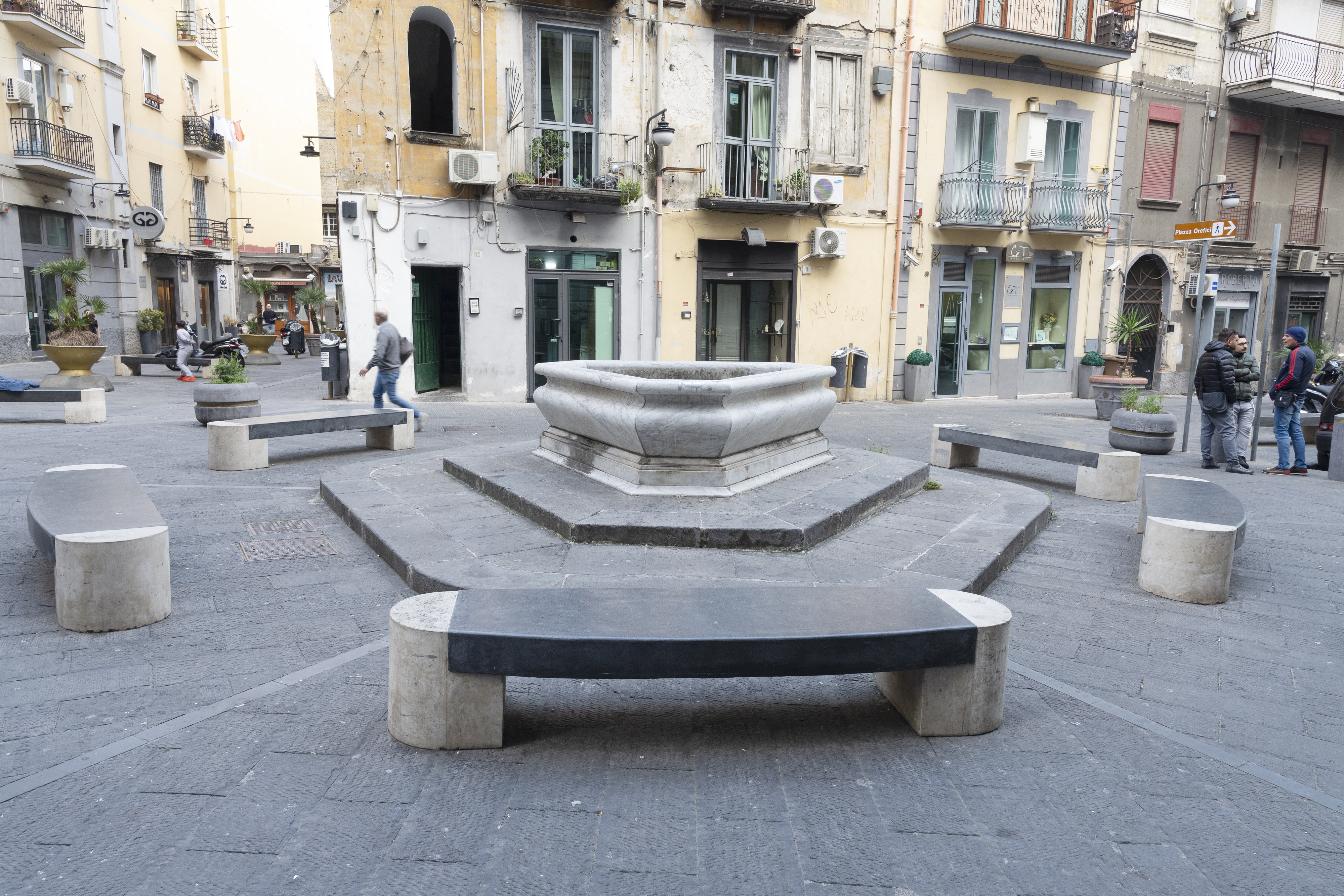
L'esterno

La fontana della Pietra del Pesce (talvolta indicata come fontana della Loggia di Genova) è una delle fontane storiche di Napoli. È sita nel centro storico della città, in via Carlo Troya, nel caratteristico borgo Orefici.

## Storia
Fu costruita nel 1578 di forma triangolare a spese dei complateari (cioè gli abitanti della zona) presso la loggia di Genova, cioè la sede napoletana dei mercanti liguri.
La struttura, ai primordi, era molto più ricca di particolari architettonici: c'erano delle statue eseguite da fra Vincenzo Casali ai tempi della sua costruzione, sostituite in seguito - a detta di Carlo Celano - da delle arpie che gettano acqua.
Verso la fine dell'Ottocento, presente in antichi reperti fotografici e disegni del 1889 tratti dalla Napoli antica di Raffaele D'Ambra, oltre all'attuale vasca triangolare in marmo era presente anche un alto obelisco centrale con tazza alla sommità, alla cui base facevano bella mostra pregevoli sculture di pesci.
Giancarlo Alisio la segnala posta tra via Carlo Troya e via San Giovanni in Corte, spostata per i lavori del Risanamento, e vandalicamente distrutta nel secondo dopoguerra.
Oggi la fontana nel solo elemento della vasca e la sua piccola scalinata sono state restaurate e la zona intorno è stata anche provvista di panchine.